# Исмаилов, Вугар
Вугар Исмаилов (Исмайлов) (азерб. Vüqar İsmayılov; 4 февраля 1971, Сумгаит) — советский и азербайджанский футболист, защитник. Выступал за сборную Азербайджана.

## Биография
Начал выступать в соревнованиях мастеров в 1988 году в клубе «Хазар» (Сумгаит), игравшем во второй лиге СССР. До распада СССР провёл в клубе четыре сезона во второй и второй низшей лигах, сыграв более 80 матчей. Победитель третьей (азербайджанской) зоны второй низшей лиги в 1991 году.
С 1992 года со своим клубом выступал в чемпионате Азербайджана, серебряный призёр чемпионата 1992 и 1993 годов. В 1994 году перешёл в «Нефтчи» (Баку), где провёл два сезона, становился чемпионом (1995/96), бронзовым призёром (1994/95), двукратным обладателем Кубка Азербайджана (1994/95, 1995/96). В 1996 году вернулся в сумгаитский клуб, носивший в этот период названия «Хазар», «Сумгаит» и «Кимьячи», провёл в составе три неполных сезона и не добивался значительных успехов. Часть сезона 1997/98 отыграл за «Шамкир», ставший бронзовым призёром чемпионата.
В 1999 году перешёл в «Виляш» (Масаллы), играл за него два сезона и в сезоне 2000/01 стал бронзовым призёром чемпионата. Позднее снова играл за сумгаитский «Хазар», а также за середняков национального чемпионата «Нефтегаз»/«Шахдаг» (Гусар) и «Карат» (Баку).
Всего в высшей лиге Азербайджана сыграл около 220 матчей, забил 5 голов.
Участник первого в истории матча национальной сборной Азербайджана — 17 сентября 1992 года против Грузии (3:6), вышел на замену на 54-й минуте вместо Айдына Алекберова, но уже на 76-й минуте был заменён. Эта игра осталась для него единственной в составе сборной.

## Достижения
- Чемпион Азербайджана: 1995/96
- Серебряный призёр чемпионата Азербайджана: 1992, 1993
- Бронзовый призёр чемпионата Азербайджана: 1994/95, 1997/98, 2000/01
- Обладатель Кубка Азербайджана: 1994/95, 1995/96